# Shelter (jeu vidéo)
Pour les articles homonymes, voir Shelter.
Shelter est un jeu vidéo de survie développé et édité par Might and Delight, sorti en 2013 sur Windows et Mac.
Il a pour suite Shelter 2 et Shelter 3.

## Système de jeu

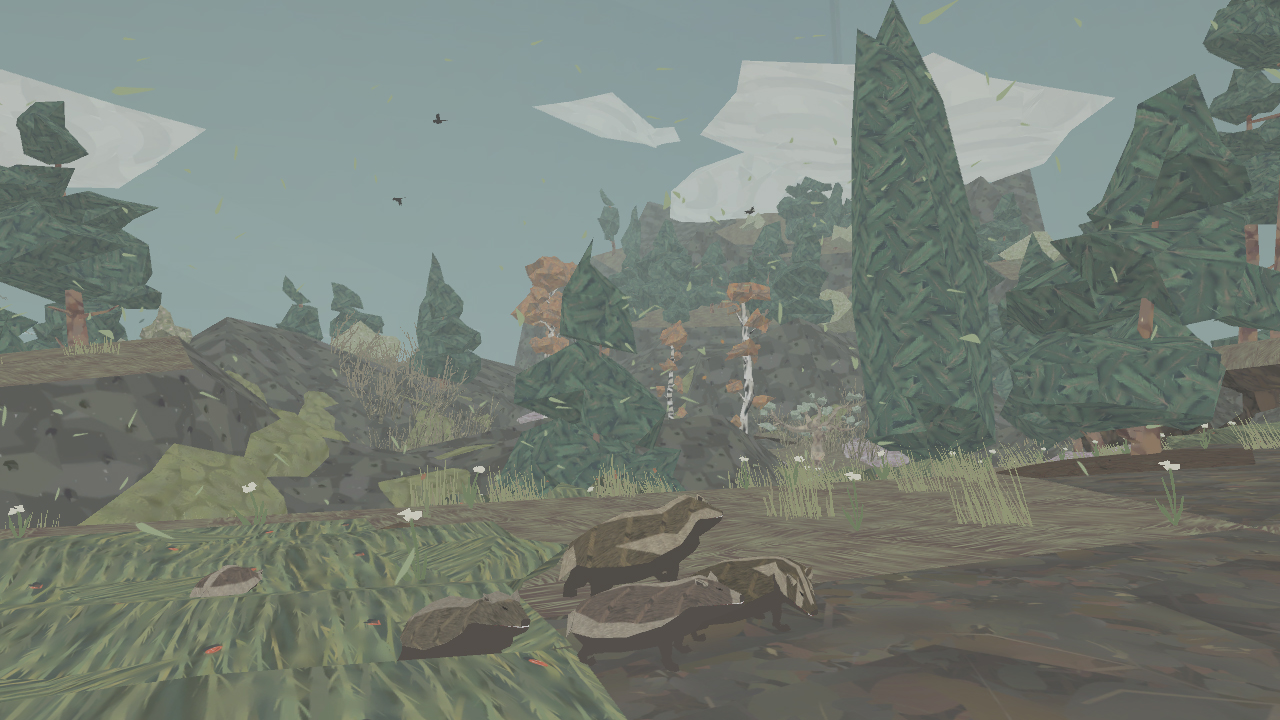
Capture d'écran.

Le jeu propose d'incarner une maman blaireau qui doit protéger ses petits au fil d'un voyage face à l'hostilité de la nature.

## Accueil

### Critique
- Eurogamer : 8/10[1]
- GameSpot : 7/10[2]

### Récompenses
Shelter a reçu deux mentions honorables lors de l'Independent Games Festival 2014 dans la catégorie Prix Nuovo et Excellence en Arts visuels.